# Italo-bosniaci
Italo-bosniaci sono i discendenti degli Italiani emigrati in Bosnia ed Erzegovina a fine '800, così come nelle epoche successive.

## Storia

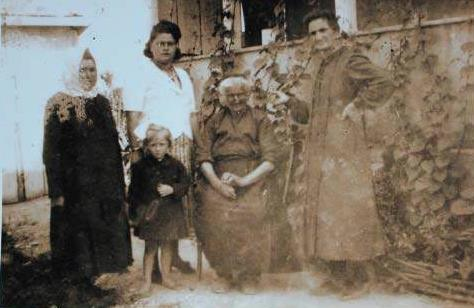
Emigranti italiani a Štivor, 1883

### L'emigrazione dei trentini in Bosnia ed Erzegovina
Tra il 1881 e il 1882, ci fu un'alluvione del fiume Brenta. Parecchie famiglie della Valsugana rimasero senza abitazione e tante videro rovinate le loro attività economiche. Cosicché meditarono di migrare: dapprima in Brasile, tuttavia alcune delle persone che si incaricarono di acquistare il viaggio via mare fuggirono con i risparmi dei poveri paesani già sul lastrico. La decisione di emigrare in Bosnia giunse per una serie di contingenze storiche. In particolare aiutò il fatto che il paese di Roncegno era rinomato per le cure termali all'epoca della dominazione austriaca. L'imperatore, visitatore dei centri termali della Valsugana, decise di venire in aiuto alla popolazione donando ai migranti un pezzo delle terre appena conquistare all'impero ottomano, in particolare nella provincia di Banja Luka.
Con il trattato di Berlino (1878) l'Impero austro-ungarico assunse l'amministrazione della Bosnia, la quale rimase tuttavia territorio sotto la sovranità ottomana. Solo nel 1908 l'Impero avrebbe formalmente annesso la regione, ma nel frattempo attuò una politica di ripopolamento della zona a discapito delle locali autorità turche.
Il Trentino era territorio dell'Impero austro-ungarico. Nel progetto di ripopolamento della Bosnia l'imperatore Francesco Giuseppe fece rientrare le famiglie della Valsugana, di Primiero, Aldeno e Cimone. Una parte (320 persone circa) si stabilì nei distretti di Prnjavor e Banja Luka; una parte si stabilì nei distretti di Konjic e Tuzla. La presenza italiana a Konjic non durò a lungo. Nell'area di Štivor si stabilirono le famiglie provenienti dalla Valsugana.
Verso la fine del 1882 la colonna di valsuganotti (da Caldonazzo, Levico, Roncegno, Mattarello, Ospedaletto, Legnano e altri paesi) era partita alla volta della Bosnia.
Nel 1882 i migranti, dopo mesi di viaggio, arrivarono nel luogo che era stato loro destinato. Dopo aver fondato Štivor, la comunità si integrò nel territorio circostante.
Il paese nel corso del '900 seguì le sorti delle altre popolazioni della Bosnia. Le due guerre mondiali cambiarono notevolmente la situazione degli immigrati trentini in Bosnia. Da popolazioni dell'Impero divennero stranieri in terra di conquista. Negli anni precedenti la Seconda Guerra Mondiale, in base ad un accordo tra i rispettivi governi, una parte degli immigrati trentini in Bosnia ottenne la cittadinanza italiana per un anno, a condizione che rientrasse in Italia. Alcune famiglie approfittarono di questo accordo, mentre i trentini di Štivor e di Tuzla rimasero sul posto, o a causa della mancanza di informazioni o per la propaganda locale che sconsigliò il rientro in Italia. Tuttora il 92% della popolazione è di origine trentina.
Per la scarsità di risorse causata da un'economia prevalentemente agricola e di sussistenza, alcuni dei discendenti degli emigranti valsuganotti sono emigrati a loro volta per spostarsi in città industrializzate della Jugoslavia oppure all'estero. Con la fine del regime di Tito, la conseguente crisi interna al Paese e la successiva guerra, la situazione peggiorò. Una parte della popolazione fuggì all'estero per cercare sicurezza e lavoro: di questi circa 530 tornarono in Trentino.
Il 9 marzo del 1997 viene costituito il "Circolo Trentini di Štivor", ossia un circolo per gli Štivorani rientrati in patria, con sede a Roncegno.
La comunità di Štivor (presso Prnjavor) esiste tuttora e conserva una serie di rapporti sia con la Bosnia che con l'Italia. Vi abitano circa 270 persone, di cui tre quarti ha mantenuto l'uso del dialetto trentino. L'insegnamento della lingua italiana viene praticato a Štivor col sostegno delle associazioni dei Trentini nel mondo.

### Gli italiani nella Bosnia-Erzegovina jugoslava

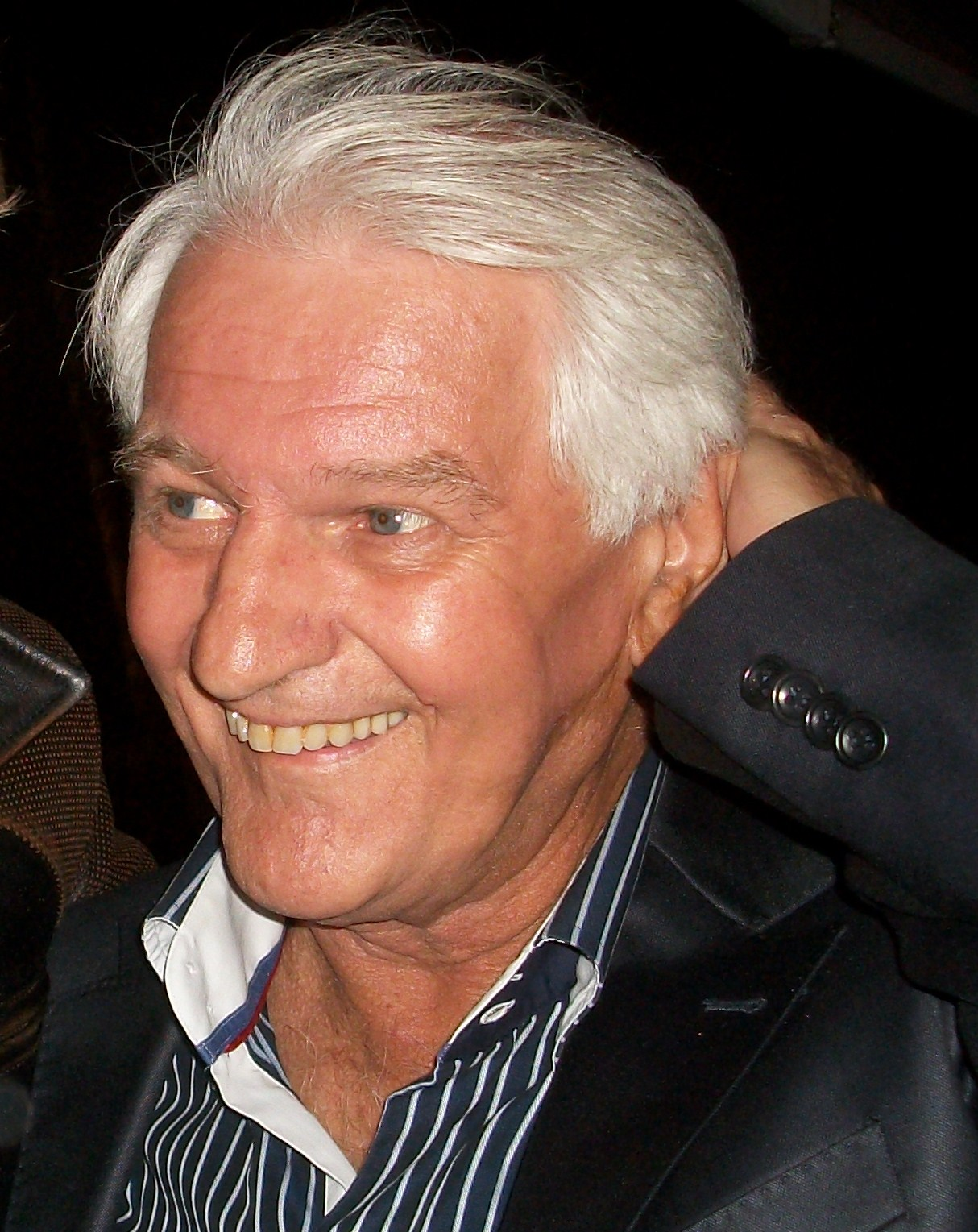
Kemal Monteno

Vari soldati dell'esercito italiano di occupazione restarono in Jugoslavia dopo la seconda guerra mondiale. Tra questi, il padre del famoso cantante folk Kemal Monteno, originario di Monfalcone.

### Gli italiani nella Bosnia-Erzegovina indipendente
Il dopoguerra in Bosnia ed Erzegovina vide l'afflusso di un gran numero di "internazionali": diplomatici, peace-keeper, cooperanti. Molti di questi hanno poi fondato famiglie miste, residenti a cavallo tra l'Italia e la Bosnia ed Erzegovina. Il censimento 2013 purtroppo non prevede la disaggregazione della categoria "altri" per definire il numero della minoranza nazionale italiana in Bosnia ed Erzegovina.